# Chrysallida indistincta
Chrysallida indistincta är en snäckart som först beskrevs av Warén 1991.  Chrysallida indistincta ingår i släktet Chrysallida, och familjen Pyramidellidae. Arten är reproducerande i Sverige.